# Beata Söderberg Quin
Beata Sophia Söderberg Quin, född Söderberg den 27 mars 1976 i Vårdsbergs församling, Linköping, är en svensk cellist och tonsättare.

## Biografi
Beata Söderberg Quin har studerat vid Kungliga Musikhögskolan i Stockholm och vid Manhattan School of Music i New York där hon avlade masterexamen 2002. I New York kom hon i kontakt med tangomusik och började både spela och dansa tango. Efter avslutade musikstudier började hon även komponera tangomusik. 
Sommaren 2004 reste Beata Söderberg Quin till Buenos Aires för att spela in sin första skiva, Beatitudes. Hennes musik med cellon som soloinstrument skapade ett helt nytt sound som uppskattades i Argentina. Skivan blev nominerad till en argentinsk grammy - Los Premios Carlos Gardel. År 2005 återvände Beata till studion i Buenos Aires för att spela in sin andra skiva, BeSo, med sin argentinska orkester JusTango. Fram till idag har hon komponerat och spelat in fem tangoskivor.
I Söderberg Quins musik kan man finna passionen och energin från klassisk tango såväl som influenser från klassisk musik, jazz och skandinavisk folkmusik. Förutom tangokonserter visar hon sin breda repertoar genom att ge konserter där hon spelar alltifrån barock till samtida musik såväl som jazz och Broadway-låtar.  
Beata Söderberg Quin har givit en mängd konserter utomlands och i Sverige. I hemstaden Linköping har hon bland annat framträtt med Linköpings Akademiska Orkester, Östgöta Kammarkör och Linköpings Studentsångare. Sommaren 2007 medverkade hon även i orkestern i operaproduktionen Saul vid Vadstena-Akademien. 
Under 2007 turnerade Beata Söderberg Quin i Sverige med Justango och gästartisten Juan José Mosalini på bandoneon. Under våren 2010 turnerade hon återigen i Sverige med sin orkester. JusTango består av Christian Zárate (piano), Roberto Tormo (bas), Horacio Romo (bandoneon) och José Luis Colzani (trummor).

## Diskografi
- Beatitudes, 2004
- Beso, 2006
- Bailata, 2007
- Beatas Aires, 2010
- Tangos Románticos para bailar, 2010